# العلاقات الإندونيسية السويسرية
العلاقات الإندونيسية السويسرية هي العلاقات الثنائية التي تجمع بين إندونيسيا وسويسرا.

## مقارنة بين البلدين
هذه مقارنة عامة ومرجعية للدولتين:
| وجه المقارنة                                              | إندونيسيا         | سويسرا                                                                                      |
| --------------------------------------------------------- | ----------------- | ------------------------------------------------------------------------------------------- |
| المساحة (كم2)                                             | 1.90 مليون        | 41.28 ألف                                                                                   |
| عدد السكان (نسمة)                                         | 263.99 مليون      | 8.21 مليون                                                                                  |
| الكثافة السكانية (ن./كم²)                                 | 138.94            | 198.89                                                                                      |
| العاصمة                                                   | جاكرتا            | برن                                                                                         |
| اللغة الرسمية                                             | اللغة الإندونيسية | اللغة الألمانية، اللغة الإيطالية، لغة فرنسية، اللغة الرومانشية، الألمانية السويسرية الموحدة |
| العملة                                                    | روبية إندونيسية   | فرنك سويسري                                                                                 |
| الناتج المحلي الإجمالي (بليون دولار)                      | 1.02 تريليون      | 678.89 مليار                                                                                |
| الناتج المحلي الإجمالي (تعادل القوة الشرائية) بليون دولار | 2.85 تريليون      | 518.07 مليار                                                                                |
| الناتج المحلي الإجمالي الاسمي للفرد دولار أمريكي          | 3.35 ألف          | 80.94 ألف                                                                                   |
| الناتج المحلي الإجمالي للفرد دولار أمريكي                 | 10.52 ألف         | 59.54 ألف                                                                                   |
| مؤشر التنمية البشرية                                      | 0.684             | 0.930                                                                                       |
| رمز المكالمات الدولي                                      | +62               | +41                                                                                         |
| رمز الإنترنت                                              | .id               | .ch، .swiss ‏                                                                                |
| المنطقة الزمنية                                           |                   | توقيت وسط أوروبا، ت ع م+01:00، ت ع م+02:00، أوروبا/زيورخ ‏                                   |

## منظمات دولية مشتركة
يشترك البلدان في عضوية مجموعة من المنظمات الدولية، منها:
| علم المنظمة | اسم المنظمة                               | تاريخ انضمام إندونيسيا | تاريخ انضمام سويسرا |
| ----------- | ----------------------------------------- | ---------------------- | ------------------- |
|             | مؤسسة التمويل الدولية                     | 23 أبريل 1968          | 29 مايو 1992        |
|             | منظمة حظر الأسلحة الكيميائية              | ?                      | ?                   |
|             | يونسكو                                    | 27 مايو 1950           | 28 يناير 1949       |
|             | الاتحاد الدولي للاتصالات                  | 1949                   | 1866                |
|             | الأمم المتحدة                             | 28 سبتمبر 1950         | 10 سبتمبر 2002      |
|             | منظمة الشرطة الجنائية الدولية             | 5 أكتوبر 1954          | ?                   |
|             | البنك الدولي للإنشاء والتعمير             | 13 أبريل 1967          | 29 مايو 1992        |
|             | الاتحاد البريدي العالمي                   | ?                      | ?                   |
|             | مؤسسة التنمية الدولية                     | 20 أغسطس 1968          | 29 مايو 1992        |
|             | منظمة التجارة العالمية                    | ?                      | ?                   |
|             | الفريق المعني برصد الأرض                  | ?                      | ?                   |
|             | بنك التنمية الآسيوي                       | 1966                   | 1967                |
|             | المركز الدولي لتسوية المنازعات الاستشارية | 28 أكتوبر 1968         | 14 يونيو 1968       |
|             | وكالة ضمان الاستثمار متعدد الأطراف        | 12 أبريل 1988          | 12 أبريل 1988       |

## وصلات خارجية
- موقع وزارة الخارجية الإندونيسية
- موقع وزارة الخارجية السويسرية